# Fanny (Sängerin)
Fanny (* 16. September 1979 in Sète als Fanny Biascamano) ist eine französische Sängerin.

## Leben und Wirken
Ihren ersten Fernsehauftritt hatte sie 1991 als Zwölfjährige in der Show Sacrée Soirée des Senders TF1. Sie sang dort eine Rock-Version des Stückes L’Homme à la Moto von Édith Piaf. Dieser Titel wurde als Single veröffentlicht und stieg in den französischen Charts bis auf Platz 7. Zwei Alben folgten die nächsten beiden Jahre. Sie wurde ausgewählt, Frankreich beim Eurovision Song Contest 1997 in Dublin zu vertreten. Ihre Ballade Sentiments songes (dt.: Gefühle, Lügen) kletterte auf den 7. Platz.

## Diskografie
Alben
- Fanny (1992)
- Chanteuse populaire (1993)
- Fanny chante Piaf (2009)